# Gare de Sathonay - Rillieux
Gare de Sathonay - Rillieux vasútállomás Franciaországban, Sathonay-Camp településen.

## Vasútvonalak
Az állomást az alábbi vasútvonalak érintik:
- Lyon-Saint-Clair-Bourg-en-Bresse-vasútvonal
- Ligne Lyon-Trévoux

## Kapcsolódó állomások
A vasútállomáshoz az alábbi állomások vannak a legközelebb:
- Gare de Mionnay
- Gare des Échets
- Gare de Mâcon-Loché-TGV (Paris Gare de Lyon, LGV Sud-Est)
- Gare de Lyon-Part-Dieu (Gare de Marseille-Saint-Charles, Párizs–Marseille-vasútvonal)